# Congresso di Soummam

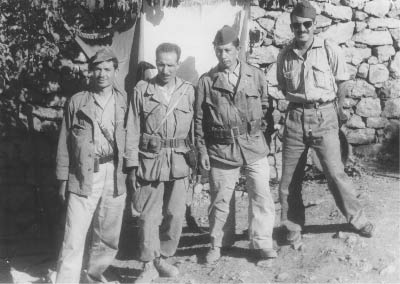
Membri del Congresso di Soummam

Il congresso di Soummam fu un congresso tenuto dal Fronte di Liberazione Nazionale nella valle di Soummam il 20 agosto 1956 nell'ambito della guerra d'Algeria, che mise in atto i primi passi nella fondazione del moderno Stato algerino. Rappresentò un elemento cruciale nella composizione di una nuova piattaforma e nella creazione di una nuova struttura organizzativa.